# Lubango

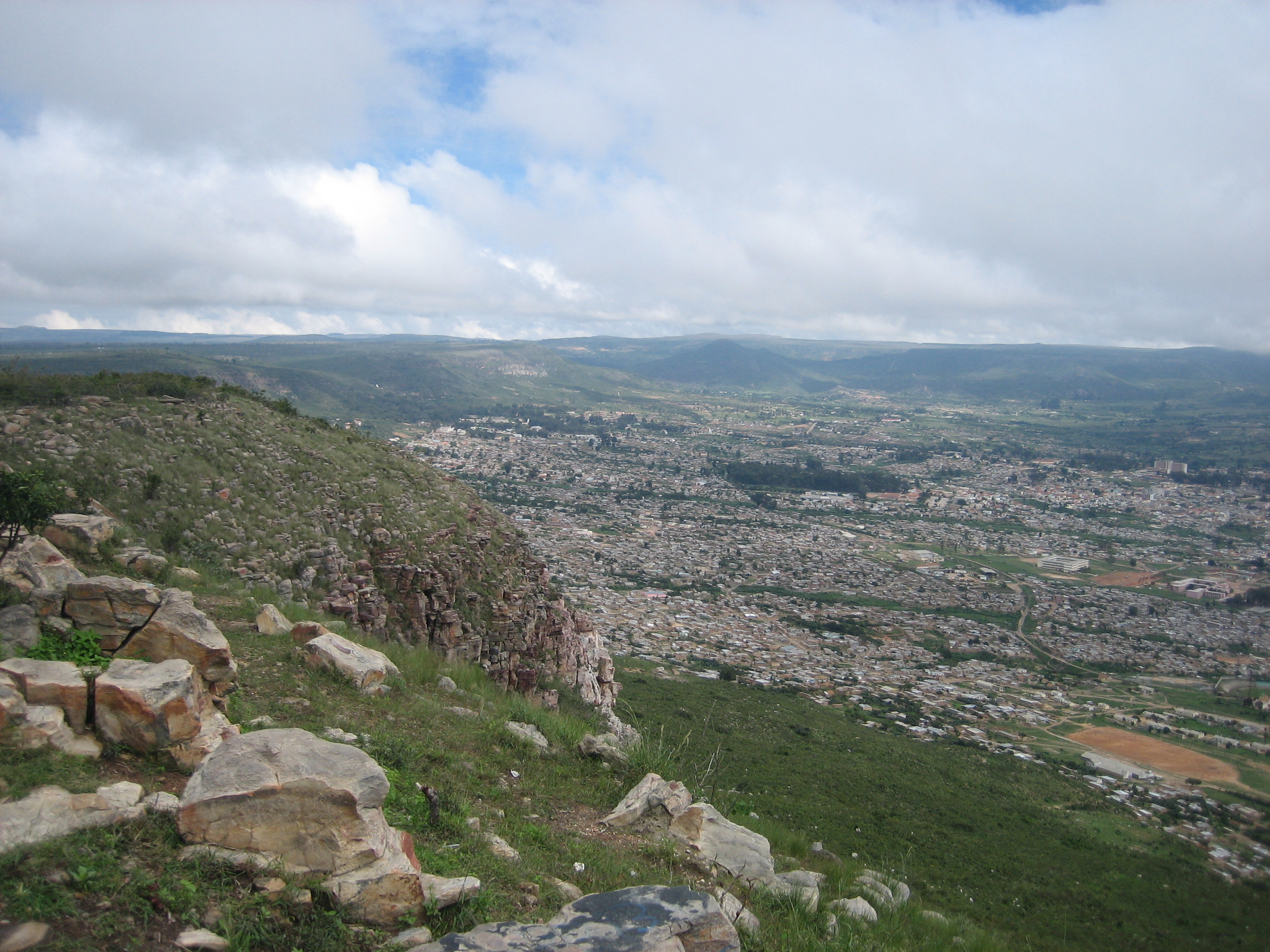
Vy över Lubango.

Lubango är huvudstad i provinsen Huíla i Angola. Staden har omkring 100 000 invånare. Lubango grundades på 1880-talet. Från Lubango fick stadsrättigheter till år 1975 var dess officiella namn Sá da Bandeira.
Staden hade en vit majoritetsbefolkning och byggdes i portugisisk stil. Staden blev ett viktigt center för jordbruk och transport, med järnvägsstation och flygplats.
Efter Angolas självständighet 1975 återfick staden namnet Lubango och under inbördeskriget i Angola (1975-2002) blev staden en bas för kubanska SWAPO-trupper och regeringstrupper och stadens ekonomi stagnerade.